# Radzanówek
Radzanówek – osada w Polsce położona w województwie mazowieckim, w powiecie mławskim, w gminie Radzanów.
W latach 1975–1998 miejscowość należała administracyjnie do województwa ciechanowskiego.

## Urodzeni w Rodzanówku
- Julian Ankiewicz – polski architekt, autor m.in. Biblioteki Ordynacji Zamojskiej w Warszawie oraz pałacu w Ciechanowcu[5].